# Svazek obcí mikroregionu Stražiště
Svazek obcí mikroregionu Stražiště je zájmové sdružení právnických osob v okresu Pelhřimov, jeho sídlem je Pacov a jeho cílem je rozvoj regionu. Sdružuje celkem 23 obcí a byl založen v roce 2002.

## Obce sdružené v mikroregionu
- Bratřice
- Cetoraz
- Čáslavsko
- Dobrá Voda
- Důl
- Eš
- Kámen
- Lesná
- Lukavec
- Mezilesí
- Obrataň
- Pacov
- Pošná
- Salačova Lhota
- Samšín
- Těchobuz
- Útěchovice pod Stražištěm
- Velká Chyška
- Věžná
- Vyklantice
- Vysoká Lhota
- Zhořec
- Zlátenka